# Pact
Pact [pakt] est une commune française située dans le département de l'Isère, en région Auvergne-Rhône-Alpes.
Autrefois située dans la province de Dauphiné, la commune héberge sur son territoire un tumulus datant probablement de l'Antiquité et indiquant une occupation très ancienne du site.
Ses habitants sont dénommés les Pactois.

## Géographie

### Localisation
Le village de Pact est situé au nord-ouest du département de l'Isère, non loin de la ville de Beaurepaire, au cœur du territoire de Bièvre-Valloire qui est un des treize territoires de l'Isère.
Après avoir appartenu à la communauté de communes du Territoire de Beaurepaire, le petit village, à vocation essentiellement rurale a adhéré à la communauté de communes Entre Bièvre et Rhône depuis le 1er janvier 2019 à la suite d'une fusion des communautés de communes de ce secteur du département.
Le centre du bourg de Pact se situe (par la route) à 80 km de Grenoble (préfecture de l'Isère), 73 km de Lyon (préfecture de la région Auvergne-Rhône-Alpes) et 534 km de Paris.
Le territoire de la commune est limitrophe de ceux de six communes, dont une dans le département de la Drôme :
| Bellegarde-Poussieu | Moissieu-sur-Dolon        | Revel-Tourdan |
|                     | Pact                      |               |
| Jarcieu             | Lapeyrouse-Mornay (Drôme) | Beaurepaire   |

### Hydrographie
Le Dolon, rivière d'une longueur de 33,5 km traverse le territoire communal, selon un axe nord-sud avant de rejoindre le Rhône au niveau de la commune de Chanas. Son affluent, le Derroy, d'une longueur de 11,94 km longe le sud du territoire communal le séparant du territoire de la commune de Lapérouse-Mornay.

### Climat
Pour des articles plus généraux, voir Climat d'Auvergne-Rhône-Alpes et Climat de l'Isère.
En 2010, le climat de la commune est de type climat océanique altéré, selon une étude du Centre national de la recherche scientifique s'appuyant sur une série de données couvrant la période 1971-2000. En 2020, Météo-France publie une typologie des climats de la France métropolitaine dans laquelle la commune est dans une zone de transition entre le climat semi-continental et le climat de montagne et est dans la région climatique  Moyenne vallée du Rhône, caractérisée par un bon ensoleillement en été (fraction d’insolation > 60 %), une forte amplitude thermique annuelle (4 à 20 °C), un air sec en toutes saisons, orageux en été, des vents forts (mistral), une pluviométrie élevée en automne (250 à 300 mm). 
Pour la période 1971-2000, la température annuelle moyenne est de 11,9 °C, avec une amplitude thermique annuelle de 18 °C. Le cumul annuel moyen de précipitations est de 930 mm, avec 8,9 jours de précipitations en janvier et 6,4 jours en juillet. Pour la période 1991-2020, la température moyenne annuelle observée sur la station météorologique de Météo-France la plus proche, « Reventin », sur la commune de Reventin-Vaugris à 17 km à vol d'oiseau, est de 12,9 °C et le cumul annuel moyen de précipitations est de 775,7 mm,. Pour l'avenir, les paramètres climatiques de la commune estimés pour 2050 selon différents scénarios d'émission de gaz à effet de serre sont consultables sur un site dédié publié par Météo-France en novembre 2022.

## Urbanisme

### Typologie
Au 1er janvier 2024, Pact est catégorisée commune rurale à habitat dispersé, selon la nouvelle grille communale de densité à sept niveaux définie par l'Insee en 2022.
Elle est située hors unité urbaine. Par ailleurs la commune fait partie de l'aire d'attraction de Beaurepaire, dont elle est une commune de la couronne,. Cette aire, qui regroupe 10 communes, est catégorisée dans les aires de moins de 50 000 habitants,.

### Occupation des sols
L'occupation des sols de la commune, telle qu'elle ressort de la base de données européenne d’occupation biophysique des sols Corine Land Cover (CLC), est marquée par l'importance des territoires agricoles (91,6 % en 2018), en diminution par rapport à 1990 (94,8 %). La répartition détaillée en 2018 est la suivante : 
terres arables (71,4 %), zones agricoles hétérogènes (20,2 %), zones urbanisées (7,8 %), forêts (0,5 %). L'évolution de l’occupation des sols de la commune et de ses infrastructures peut être observée sur les différentes représentations cartographiques du territoire : la carte de Cassini (XVIIIe siècle), la carte d'état-major (1820-1866) et les cartes ou photos aériennes de l'IGN pour la période actuelle (1950 à aujourd'hui).

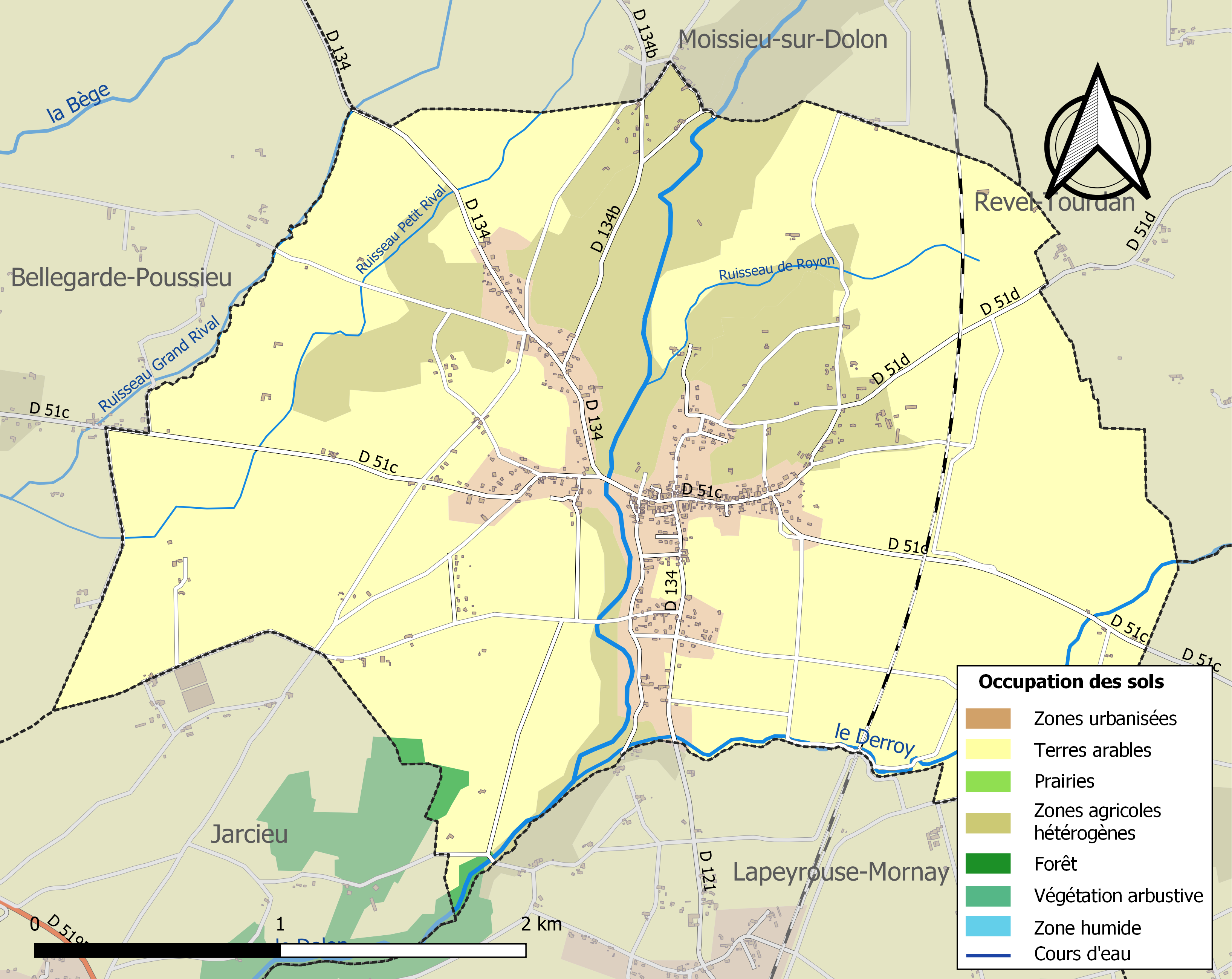
Carte des infrastructures et de l'occupation des sols de la commune en 2018 (CLC).

### Voies de communication

#### Voies routières
La commune étant située à l'écart des grands axes de circulation, son territoire n'est sillonné que par quelques routes d'importance secondaire dont :
- la RD134 qui relie le bourg à la RD51 (Bellegarde-Poussieu) ;
- la RD51c qui relie le bourg à l'agglomération de Beaurepaire ;
- la RD121 qui relie le bourg à la route départementale 519 (RD519) dénommée ainsi entre Davézieux et Beaucroissant se dénommait Route nationale 519. Cette ancienne route nationale qui reliait Annonay à Grenoble a été déclassée en 1972.

#### Voies ferrées
La commune est traversée par la ligne LGV Rhône-Alpes mise en service en 1994 et qui assure le contournement de l'agglomération lyonnaise par l'est avant de rejoindre la gare de gare de Valence TGV.
La gare ferroviaire la proche est la gare du Péage-de-Roussillon, située sur la ligne de Paris-Lyon à Marseille-Saint-Charles, desservie par les trains des réseaux TER Auvergne-Rhône-Alpes.

### Risques naturels et technologiques

#### Risques sismiques
L'ensemble du territoire de la commune de Pact est situé en zone de sismicité n°3 (sur une échelle de 1 à 5), comme la plupart des communes de son secteur géographique.
| Type de zone | Niveau            | Définitions (bâtiment à risque normal) |
| ------------ | ----------------- | -------------------------------------- |
| Zone 3       | Sismicité modérée | accélération = 1,1 m/s2                |

## Histoire

### Antiquité
Des Celtes parviennent sur le territoire de ce qui sera le Bas-Dauphiné. Une de ces tribus, les Allobroges (terme signifiant : les gens venus d'ailleurs) arrivent autour du Ve siècle av. J.-C. Le territoire contrôlé par cette peuplade dont la capitale sera Vienne, s'étendra de Genève au mont Pilat, en passant par Cularo (future ville de Grenoble).
Sous un tumulus gallo-romain, situé dans le hameau de Mauphié, des inhumations recouvertes de dalles contenaient de la céramique de type marnien, permettant de penser que l'occupation de ce site est très ancienne.

## Politique et administration

### Liste des maires
| Période                                  | Période  | Identité       | Étiquette | Qualité                     |
| ---------------------------------------- | -------- | -------------- | --------- | --------------------------- |
| mars 2001                                | 2020     | Claude Nicaise | DVG       | Retraitée Fonction publique |
| 2020                                     | En cours | Laurent Iltis  |           |                             |
| Les données manquantes sont à compléter. |          |                |           |                             |

## Équipements et services publics

### Enseignement
La commune est rattachée à l'académie de Grenoble.

### Équipement culturel, social et sportif
La commune gère une bibliothèque et une agence postale.

## Population et société

### Démographie
L'évolution du nombre d'habitants est connue à travers les recensements de la population effectués dans la commune depuis 1793. Pour les communes de moins de 10 000 habitants, une enquête de recensement portant sur toute la population est réalisée tous les cinq ans, les populations de référence des années intermédiaires étant quant à elles estimées par interpolation ou extrapolation. Pour la commune, le premier recensement exhaustif entrant dans le cadre du nouveau dispositif a été réalisé en 2006.

En 2022, la commune comptait 864 habitants, en évolution de +2,37 % par rapport à 2016 (Isère : +3,07 %, France hors Mayotte : +2,11 %).
| 1793 | 1800 | 1806 | 1821 | 1831 | 1836 | 1841 | 1846 | 1851 |
| ---- | ---- | ---- | ---- | ---- | ---- | ---- | ---- | ---- |
| 545  | 597  | 546  | 665  | 709  | 779  | 754  | 829  | 787  |

| 1856 | 1861 | 1866 | 1872 | 1876 | 1881 | 1886 | 1891 | 1896 |
| ---- | ---- | ---- | ---- | ---- | ---- | ---- | ---- | ---- |
| 831  | 835  | 818  | 791  | 783  | 776  | 783  | 763  | 720  |

| 1901 | 1906 | 1911 | 1921 | 1926 | 1931 | 1936 | 1946 | 1954 |
| ---- | ---- | ---- | ---- | ---- | ---- | ---- | ---- | ---- |
| 714  | 674  | 662  | 568  | 555  | 514  | 501  | 490  | 524  |

| 1962 | 1968 | 1975 | 1982 | 1990 | 1999 | 2006 | 2011 | 2016 |
| ---- | ---- | ---- | ---- | ---- | ---- | ---- | ---- | ---- |
| 528  | 462  | 471  | 480  | 560  | 642  | 763  | 842  | 844  |

| 2021 | 2022 | - | - | - | - | - | - | - |
| ---- | ---- | - | - | - | - | - | - | - |
| 861  | 864  | - | - | - | - | - | - | - |

### Médias
Historiquement, le quotidien à grand tirage Le Dauphiné libéré consacre, chaque jour, y compris le dimanche, dans son édition de Vienne Nord-Isère, un ou plusieurs articles à l'actualité de la communauté de communes, ainsi que des informations sur les éventuelles manifestations locales, les travaux routiers, et autres événements divers à caractère local.

### Cultes
La communauté catholique de Pact et son église (propriété de la commune) relèvent de la Paroisse Saint Benoît du pays de Beaurepaire qui regroupe treize églises de la région. Cette paroisse dont le siège (maison paroissiale) se situe à Beaurepaire, est rattachée au diocèse de Grenoble-Vienne.

## Culture et patrimoine

### Lieux et monuments
Sont à voir sur le territoire de la commune : 
- l'église saint Georges, édifice d’origine médiévale rebâti au XVIIe siècle puis repris et agrandi aux XVIIIe et XIXe siècles et qui se singularise par son porche et son clocher massif se dressant au-dessus du chœur ;
- le tumulus de Mauphié (tombe)[23].

### Personnalités liées à la commune
Parmi les personnalités attachées à l'histoire de Pact figure :
- Paul Margarit, né à Pact en 1903, inspecteur général de l'Agriculture (1940) puis directeur de l'enseignement et de la formation professionnelle agricoles (à partir de 1952), par ailleurs maire de Lugny (Saône-et-Loire) de 1964 à sa mort le 27 décembre 1976, chevalier (1948) puis officier (1956) de l'ordre de la Légion d'honneur.

### Héraldique
|  | Pact possède des armoiries dont l'origine et le blasonnement exact ne sont pas disponibles. |

## Pour approfondir